# Neoscona multiplicans
Neoscona multiplicans là một loài nhện trong họ Araneidae.
Loài này thuộc chi Neoscona. Neoscona multiplicans được Ralph Vary Chamberlin miêu tả năm 1924.